# Tiernny Wiltshire
Tiernny Wiltshire, né le 8 mai 1998 à Elmer aux États-Unis, est une footballeuse internationale jamaïcaine. Elle joue au poste de latérale droit, et est actuellement sans club.

## Biographie

### Jeunesse et formation
Tiernny Wiltshire naît à Elmer dans le New Jersey aux États-Unis de parents d'origine jamaïcaine.
fréquente la Shattuck-Saint Mary's High School, et marque 26 buts et donne 17 passes décisives en trois années avec l'équipe de football de l'école. Elle pratique aussi l'athlétisme et la basket-ball dans le même cadre scolaire. En 2016, elle rejoint l'Université Rutgers et joue pour l'équipe universitaire des Scarlet Knights de Rutgers jusqu'en 2019. Elle sort de l'université titulaire d'une licence en justice pénale et en psychologie.

### En club
Au cours de la saison 2020-2021, Wiltshire joue pour le club israélien du Maccabi Bnot Emek Hefer, avec qui elle dispute quatorze matchs et inscrit cinq buts.
En 2021, elle rejoint la Finlande et le Kuopion Palloseura. Wiltshire et ses coéquipières remportent le championnat pour la première fois de l'histoire du club.
Le 25 août 2022, elle rejoint le Dash de Houston jusqu'à la fin de la saison.

### En sélection
Tiernny Wiltshire joue son premier match pour l'équipe de Jamaïque le 4 février 2020 contre le Canada dans le cadre des qualifications aux Jeux olympiques.
Elle participe au Championnat féminin de la CONCACAF 2022.